# Valérie Lagrange (album)
Pour les articles homonymes, voir Lagrange.
Albums de Valérie Lagrange
Moitié ange-Moitié bête
(1966) Chez moi
(1981)
Singles
Valérie Lagrange est le deuxième album studio éponyme de l'artiste sorti en 1980, son premier Moitié Ange-Moitié Bête a été produit en 1966.

« Protest Songs de Valérie Lagrange : J’ai composé Faut plus me la faire, en dix minutes dans ma loge. Ce fut le morceau déclencheur du succès de notre premier album chez Virgin. La musique que nous jouions alors s’était peu à peu électrifiée et durcie, on allait de plus en plus vers le rock et les textes engagés. Tous mes rêves de monde meilleur s’étaient évanouis, j’avais beaucoup de colère en moi : il fallait que ça sorte ! C’était souvent un peu primaire et manichéen, mais ça venait tout droit du cœur. Je ne jouais pas avec les mots, je ne me servais pas du second degré, ça n’était pas non plus poétique. Il y avait une urgence dans les textes, une façon à moi d’exprimer, d’accoucher de toutes les souffrances que ce monde révoltant me causait, un peu à la manière des Protest Songs américains. C’étaient des "chansons-thérapies", ça l’est d’ailleurs toujours… »

Oh vous qui m’écoutez ou qui ne m’écoutez pas

La vie est souffrance, qui l’a rendue comme ça…

Des moments où je voudrais bien ne plus exister

Mais ce qui est certain

Faut plus me la faire…

## Titres
| 1.    | Faut plus me la faire | 5:22 |
| 2.    | Sauve-moi             | 3:20 |
| 3.    | C'est en divisant     | 5:17 |
| 4.    | I Want You            | 4:21 |
| 5.    | À quoi tu sers        | 3:21 |
| 6.    | Le Jeu                | 5:05 |
| 7.    | Une autre vie         | 4:47 |
| 8.    | Haïr est si facile    | 4:15 |
| 35:48 |                       |      |

## Crédits
« Spécial merci à tous ceux qui, de près ou de loin, nous ont permis d’enregistre ce disque. »

— Valérie Lagrange et Ian Jelfs.

### Paroles et musique
- Valérie Lagrange en 1, 2, 3, 6, 7
- Paroles de Valérie Lagrange et musique de Valérie Lagrange/Ian Jelfs en 5, 8
- Bob Dylan en 4

### Musiciens
- Guitares : Ian Jelfs, The Sinceros
- Steve Hillage : Guitare solo sur Faut plus me la faire
- Basse : The Sinceros et Ian Jelfs pour Faut plus me la faire et Le Jeu
- Cuivres : The Rumour Brass
- Batterie : The Sinceros, et Michel Abhissira pour Le Jeu
- Percussions : Aswad
- Orgue : Jeremy Lascelles, Valérie Lagrange, Ian Jelfs
- Claviers : Valérie Lagrange, Ian Jelfs
- Timbales, congas : Miguel
- Chœurs : Matumbi

### Production
- Producteur : Mike Howlett « Mikey Poo’s »
- Enregistrement : octobre 1979 à Londres (Royaume-Uni)
- Prise de son, mixage : Richard Manwaring, Andy Jackson, John Cooper, Nick Griffiths
- Studios : Britannia Row Studios, Studios Townhouse, DJM Studios, Utopia Studio, Tape One Studios
- Éditeur : Clouseau Musique (Philippe Constantin)
- Photos : Robert Barry pour Cheap Cover Company
- Design jaquette : Jean-Félix Galetti
- Album original : 33 tours (LP) stéréo Virgin Records 2473 798 (distribué par Polydor) sorti en mars 1980
- Rééditions : 33 tours (LP) stéréo Virgin Records 202199 (distribué par Arabella Eurodisc) fin 1980 puis 70182 (distribué par Virgin) en 1984

## Autour de l’album
Conte de fée de Valérie Lagrange : « Un jour, un ami me dit : « Vous devriez aller voir Philippe Constantin, celui qui a récemment aidé Higelin et Téléphone à enregistrer. » Je n’avais jamais entendu parler de lui, mais rendez-vous est pris. Il nous fait attendre plus d’une heure. Nous sommes à deux doigts de nous casser quand il arrive, charmant et souriant. Il écoute rapidement quelques titres, puis nous demande de lui laisser la bande : il va s’en occuper et nous décrocher un bon contrat. Un mois plus tard, il nous convoque : « Voilà, je suis allé à Londres voir Richard Branson, directeur du label Virgin. Il a écouté vos maquettes, il a aimé, et il vous signe un contrat pour huit albums, avec une avance de cent mille francs. Un vrai conte de fées ! […] Nous sommes partis pour Londres où nous avons signé notre contrat, le 13 juillet 1979. […] Puis nous avons commencé à écumer les pubs et salles de concerts de la ville, pour écouter des groupes, guidés par Virgin. […] Nous avons rencontré les Sinceros dans un club. Ce petit groupe anglais, signé par Virgin, possédait une rythmique d’enfer et une attitude désinvolte et joyeuse. […] Nous sommes rentrés en studio en octobre, avec un producteur néo-zélandais [Mike Howlett est en fait natif des Îles Fidji] qui avait joué avec Gong : Mike Howlett. »